# Benedict Thyselius
Benedict Thyselius (Gerjn, Alemanya) fou un compositor del Barroc, que va compondre una col·lecció de cants espirituals a quatre veus intitulat; Christliche, liebliche, anmuthige Gesangen mit 4 Stimmen (Wittenberg, 1614).